# Express AT2
Express AT2 (alt. Schreibweise Ekspress) ist ein russischer Fernsehsatellit der Russian Satellite Communications Company mit Sitz in Moskau. Er ist der 19. Satellit der Express-Serie.

## Missionsverlauf
Express AT1 wurde am 15. März 2014 vom Kosmodrom Baikonur auf einer Proton-M-Trägerrakete zusammen mit Express AT1 gestartet in einen geostationären Transferorbit. Der Satellit trennte sich etwa 9 Stunden nach dem Start von der Bris-M-Oberstufe.
Am 27. April 2014 begann der kommerzielle Betrieb. Der Satellit ist im geostationären Orbit bei 140° Ost stationiert und kann in großen Teilen Russlands und Kasachstans empfangen werden.
Bis zum Ende der Mission sind 7 der 32 Transponder an Eutelsat vermietet worden.

## Technische Daten
ISS Reschetnjow baute den Satellitenbus auf Basis ihrer Express-1000-Serie in ihrem Werk in Schelesnogorsk. Thales Alenia Space lieferte die Transpondernutzlast, welche im Ku-Band arbeitet. Das Raumfahrzeug ist dreiachsenstabilisiert und wird durch zwei große Solarmodule und Batterien mit Strom versorgt. Es besitzt eine geplante Lebensdauer von 15 Jahren und wiegt etwa 1,3 Tonnen.